# Saint-Genis-du-Bois
Saint-Genis-du-Bois korábbi község Franciaország Új-Aquitania régiójában, Gironde megyében. 2025. január 1-jén Porte-de-Benauge új község része lett.
Lakosainak száma 86 fő (2022. január 1.). Saint-Genis-du-Bois Martres, Coirac, Montignac és Porte-de-Benauge községekkel határos.

## Népesség
A település népessége az elmúlt években az alábbi módon változott:
| Lakosok száma | 65   | 70   | 83   | 90   | 95   | 91   | 89   | 86   | 86   | 86   |
|               | 1968 | 1982 | 1990 | 2006 | 2013 | 2015 | 2017 | 2019 | 2020 | 2022 |